# El alma de las empresas
El alma de las empresas es un docureality semanal que refleja el día a día de los trabajadores ejemplares de las empresas. Cada empleado nos muestra en primera persona los valores de su empresa y de su vida. Se trata de un proyecto de branded content para La 1 de Televisión Española.

## Formato
El alma de las empresas homenajea a la mano de obra española de una forma amena, entretenida y divulgativa. Cada semana, tres trabajadores nos mostrarán en 30 minutos cómo es su empresa por dentro y también cómo compatibilizan su vida laboral con la familiar y con su ocio. El programa abordará el día a día de los trabajadores de grandes empresas ligadas cotidianamente a los ciudadanos.

## Episodios y audiencias
| Temporada | Temporada | Episodios | Estreno             | Final               | Audiencia    | Audiencia | Audiencia |
| Temporada | Temporada | Episodios | Estreno             | Final               | Espectadores | Cuota     |           |
| --------- | --------- | --------- | ------------------- | ------------------- | ------------ | --------- | --------- |
|           | 1         | 7         | 13 de mayo de 2013  | 24 de junio de 2013 | 1 544 000    | 11,0%     |           |
|           | 2         | 7         | 22 de abril de 2014 | 10 de junio de 2014 | 960 000      | 6,1%      |           |
| Total     | Total     |           | 2013                |                     |              |           |           |

### Primera temporada (2013)
| N.º (serie) | N.º (temp.) | Fecha de emisión    | Audiencia         |
| ----------- | ----------- | ------------------- | ----------------- |
| 1           | 1           | 13 de mayo de 2013  | 1 878 000 (13,4%) |
| 2           | 2           | 20 de mayo de 2013  | 1 905 000 (14,3%) |
| 3           | 3           | 25 de mayo de 2013  | 1 468 000 (10,0%) |
| 4           | 4           | 3 de junio de 2013  | 1 406 000 (9,7%)  |
| 5           | 5           | 10 de junio de 2013 | 1 775 000 (12,5%) |
| 6           | 6           | 17 de junio de 2013 | 1 287 000 (9,3%)  |
| 7           | 7           | 24 de junio de 2013 | 1 095 000 (7,5%)  |

### Segunda temporada (2014)
| N.º (serie) | N.º (temp.) | Fecha de emisión    | Audiencia        |
| ----------- | ----------- | ------------------- | ---------------- |
| 1           | 8           | 22 de abril de 2014 | 1 068 000 (7,3%) |
| 2           | 9           | 29 de abril de 2014 | 837 000 (5,9%)   |
| 3           | 10          | 6 de mayo de 2014   | 1 116 000 (6,4%) |
| 4           | 11          | 20 de mayo de 2014  | 885 000 (5,7%)   |
| 5           | 12          | 27 de mayo de 2014  | 825 000 (5,1%)   |
| 6           | 13          | 3 de junio de 2014  | 883 000 (5,5%)   |
| 7           | 14          | 10 de junio de 2014 | 1 108 000 (7,1%) |